# Tamerlano
Tamerlano és una òpera italiana en tres actes composta per Georg Friedrich Händel (HWV 18). El llibret és de Nicola Francesco Haym, adaptat del llibret escrit per Agostino Piovene per a l'òpera homònima de Francesco Gasparini, aquest al seu torn adaptat a partir de la tragèdia de Jacques Pradon Tamerlan ou La Mort de Bajazet (1675). Es basa lliurement en la història de l'emperador otomà Baiazet i la seva derrota davant de Tamerlà.
S'estrenà el 31 d'octubre de 1724 al King's Theatre de Haymarket, a Londres, durant la sisena temporada de la Royal Academy of Music. En l'estrena cantaren la famosa soprano Francesca Cuzzoni i el castrato Francesco Bernardi Il Senesino.
Tamerlano és l'òpera número divuit de Georg Friedrich Händel i, igual com la major part de les seves obres, va ser composta en un període bastant curt (en només tres setmanes), sobre un text del seu llibretista més habitual, Nicola Haym, amb qui ja havia col·laborat a Giulio Cesare i ho tornaria a fer en un altre dels seus títols més coneguts, Rodelinda. En un moment en què Händel s'havia de sotmetre a la forta competència d'altres compositors, va acudir sovint a herois de l'antiguitat clàssica o de l'Orient, que podien afegir un interès històric o llegendari, a més de servir a un esperit il·lustrat per establir interessants relacions entre els bons monarques i als qui utilitzen el seu poder per cometre abusos.